# فهرست شاهان محلی ایران
فهرست شاهان محلی ایران فهرست شاهانی است که در دوره‌های مختلف تاریخ ایران بر بخش یا بخش‌هایی از ایران حکومت کردند. این پادشاهان هیچگاه در دوره حکومتشان نتوانستند بر تمامی ایران حکمرانی کنند و در زمان حکمرانی این شاهان دودمان‌های شاهی دیگری بر بخش‌های دیگر ایران حکومت می‌کردند یا خود تابع شاهان دیگری بودند که بر تمامی ایران حکومت می‌کردند.

## فهرست

### اشکانیان
| پرتره | نام پادشاه             | لقب                          | یادداشت | سلطنت             | مرگ                              |
| ----- | ---------------------- | ---------------------------- | --- | ----------------- | -------------------------------- |
|       | اشک یکم𐭀𐭓𐭔𐭊 (Aršak)    | پادشاه                       | رهبر قبیله پرنی که آندروگوراس ساتراپ پارت را شکست داد و خود را پادشاه پارت خواند و علیه سلوکیان قیام کرد.            | ۲۴۷ پ.م – ۲۱۷ پ.م | ۲۱۷ پ.م به دلیل ناشناخته فوت شد. |
|       | اشک دوم𐭀𐭓𐭔𐭊 (Aršak)    | پادشاه                       | پسر اشک یکم. او ابتدا همدان و ری را تصرف کرد اما از آنتیوخوس سوم شکست خورد و در نتیجه صلح‌نامه پادشاه پارت شناخته شد. | ۲۱۷ پ.م – ۱۹۱ پ.م | ۱۹۱ پ.م به دلیل ناشناخته فوت شد  |
|       | اشک سوم                | شاه بزرگ، شاه اشکانی، فریاپت | نوه برادر اشک یکم و یا فرزند اشک دوم. وی موفق شد حکومت اشکانی را از زیر سلطه سلوکیان نجات دهد.                       | ۱۹۱ پ.م – ۱۷۷ پ.م | ۱۷۷ پ.م به دلیل ناشناخته فوت شد. |
|       | فرهاد یکم𐭐𐭓𐭇𐭕 (Frahāt) | پادشاه، شاه اشکانی           | پسر اشک سوم. در زمان حکومت وی تپورستان فتح شد.                                                                       | ۱۷۶ پ.م – ۱۷۱ پ.م | ۱۷۱ پ.م به دلیل ناشناخته فوت شد. |

### ساسانیان
| نام | نام                             | تاریخ                              | سکه | نسبت با شاه پیشین                     | یادداشت                                                                                                |
| --- | ------------------------------- | ---------------------------------- | --- | ------------------------------------- | --- |
| ۱   | دارایان یکم                     | سال‌های پایانی قرن دوم پیش از میلاد |     | ؟                                     | دست‌نشانده اشکانیان                                                                                     |
| ۲   | وادفراداد سوم                   | سده اول پیش از میلاد               |     | ؟                                     | دست‌نشانده اشکانیان                                                                                     |
| ۳   | دارایان دوم                     | سده اول پیش از میلاد               |     | پسر وادفرداد سوم                      | دست‌نشانده اشکانیان. جمله نوشته شده بر روی سکه: d’ryw mlk brh wtprdt mlk؛ دارایان شاه، پسر وادفرداد شاه |
| ۴   | اردشیر دوم                      | سده اول پیش از میلاد               |     | پسر دارایان دوم                       | دست‌نشانده اشکانیان؛ توسط برادرش وهشیر یکم کشته شد                                                      |
| ۵   | وهشیر یکم                       | سده اول پیش از میلاد               |     | پسر دارایان دوم                       | دست‌نشانده اشکانیان                                                                                     |
| ۶   | پاکور یکم                       | سده اول میلادی                     |     | پسر وهشیر یکم                         | دست‌نشانده اشکانیان                                                                                     |
| ۷   | پاکور دوم                       | سده اول میلادی                     |     | ؟                                     | دست‌نشانده اشکانیان                                                                                     |
| ۸   | نامبد                           | سده اول میلادی                     |     | پسر اردشیر دوم                        | دست‌نشانده اشکانیان                                                                                     |
| ۹   | نپاد                            | سده اول میلادی                     |     | پسر نامبد                             | دست‌نشانده اشکانیان                                                                                     |
| ۱۰  | ناشناس                          | سده اول میلادی                     |     | ؟                                     | دست‌نشانده اشکانیان                                                                                     |
| ۱۱  | وادفراداد چهارم                 | سده دوم میلادی                     |     | ؟                                     | دست‌نشانده اشکانیان                                                                                     |
| ۱۲  | منوچهر یکم                      | سده دوم میلادی                     |     | ؟                                     | دست‌نشانده اشکانیان                                                                                     |
| ۱۳  | اردشیر سوم                      | سده دوم میلادی                     |     | پسر منوچهر یکم                        | دست‌نشانده اشکانیان                                                                                     |
| ۱۴  | منوچهر دوم                      | سده دوم میلادی                     |     | پسر اردشیر سوم                        | دست‌نشانده اشکانیان                                                                                     |
| ۱۵  | پاکور سوم                       | سده دوم میلادی                     |     | ؟                                     | دست‌نشانده اشکانیان                                                                                     |
| ۱۶  | منوچهر سوم                      | سده دوم میلادی                     |     | پسر منوچهر دوم                        | دست‌نشانده اشکانیان                                                                                     |
| ۱۷  | اردشیر چهارم                    | سده دوم میلادی                     |     | پسر منوچهر سوم                        | دست‌نشانده اشکانیان                                                                                     |
| ۱۸  | وهشیر دوم                       | ۲۰۶–۲۱۰ میلادی                     |     | ؟                                     | دست‌نشانده اشکانیان؛ آخرین شاه دودمان بازرنگی                                                           |
| ۱۹  | شاپور                           | سده سوم میلادی                     |     | برادر اردشیر یکم ساسانی               | دست‌نشانده اشکانیان                                                                                     |
| ۲۰  | اردشیر پنجم (اردشیر یکم ساسانی) | سده سوم میلادی                     |     | نخستین شاهنشاه ایران از دودمان ساسانی | دست‌نشانده اشکانیان                                                                                     |

### زرمهرشاهیان
| رج | نام                    | پدر         | مدت    |
| -- | ---------------------- | ----------- | ------ |
| ۱  | زرمهر                  | سوخرا       | ۲۳ سال |
| ۲  | دازمهر                 | زرمهر       | ۱۷ سال |
| ۳  | ولاش                   | دازمهر      | ۲۵ سال |
| ۴  | مهر                    | ولاش        | ۲۰ سال |
| ۵  | آذرولاش                | محمد        | ۲۵ سال |
| ۶  | ولاش                   | نوه آذرولاش | ۸ سال  |
| ۷  | مسمغان ولاش میاندورودی |             |        |

### گاوباریان
- گیل گیلانشاه
- دابویه
- فرخان بزرگ
- اسپهبد دازمهر
- فرخان کوچک
- خورشید

### پادوسپانیان

#### اسپهبدان
- پادوسپان یکم
- خورزاد یکم
- پادوسپان دوم
- شهریار یکم پادوسپانی
- ونداد امید
- عبدالله پادوسپانی
- آفریدون پادوسپانی
- پادوسپان سوم
- شهریار دوم پادوسپانی
- ناشناس
- شهریار سوم پادوسپانی
- محمد یکم پادوسپانی

#### استنداران
- قباد یکم پادوسپانی
- حسام‌الدین زرین‌کمر یکم
- سیف‌الدوله باحرب  یا  باحرب
- حسام‌الدوله اردشیر یکم
- فخرالدوله ناماور یکم
- عزالدوله هزاراسپ یکم  یا  هزار اسپ یکم
- شهریوش  یا  شهرنوش
- کیکاوس پادوسپانی
- هزار اسپ دوم
- حسام‌الدین زرین‌کمر دوم
- شرف‌الدوله بیستون  یا  بیستون یکم
- فخرالدوله ناماور دوم
- حسام‌الدوله اردشیر دوم
- شهرآگیم گاوباره
- فخرالدوله ناماور سوم  یا  ملک شاه غازی اول
- ملک‌شاه کیخسرو
- شمس‌الملوک محمد دوم  یا  محمد دوم پادوسپانی
- نصیرالدوله شهریار  یا  شهریار چهارم پادوسپانی
- ملک تاج‌الدوله زیار
- ملک جلال‌الدوله اسکندر  یا  اسکندر یکم پادوسپانی
- ملک فخرالدوله شاه‌ غازی  یا ملک شاه غازی دوم
- ملک عضدالدوله قباد  یا  قباد دوم پادوسپانی
- سعدالدوله توس  یا  ملک طوس
- ملک جلال‌الدوله کیومرث  یا  کیومرث یکم

### باوندیان

#### شاخه کیوسیه
- باو
- سهراب یکم
- مهرمردان
- سهراب دوم
- شروین یکم
- شهریار یکم
- شاپور
- جعفر
- کارن یکم
- رستم یکم
- شروین دوم
- شهریار دوم
- دارا
- شهریار سوم

#### شاخه اسپهبدیه
- شهریار چهارم
- کارن دوم
- رستم دوم
- علی یکم
- رستم سوم
- حسن یکم
- اردشیر یکم
- رستم چهارم

#### شاخه کینخواریه
- اردشیر دوم
- محمد
- علی دوم
- یزدگرد
- شهریار پنجم
- کیخسرو
- شرف‌الملوک
- حسن

### طاهریان
- طاهر بن حسین (طاهر ذوالیمینین)
- طلحه بن طاهر
- عبدالله بن طاهر
- طاهر بن عبدالله
- محمد بن طاهر بن عبدالله

### صفاریان
- یعقوب لیث
- عمرو لیث
- طاهر بن محمد بن عمرو (؟ –۲۹۶ ه‍.ق)
- لیث بن علی بن لیث (پایان جمادی‌الثانی ۲۹۶–۲۹۷ ه‍.ق)
- محمد بن علی بن لیث (آغاز محرم ۲۹۸–؟ ه‍.ق)
- معدل بن علی
- عمرو بن یعقوب (جمعه ۱۲ رمضان ۲۹۹–۳۰۰ ه‍.ق)
- احمد بن محمد بن خلف (ابوجعفر بانویه) (محرم ۳۱۲–ربیع‌الاول ۳۵۲ ه‍.ق)
- خلف بن احمد (جمادی‌الاول ۳۵۲–۳۹۳ ه‍.ق)

### علویان تبرستان
- حسن بن زید
- القائم
- داعی الحق
- حسن پسر مهدی
- داعی صغیر

### سامانیان
- اسماعیل بن احمد، نامدار به امیر ماضی (۲۹۵–۲۷۹ ه‍.ق)
- احمد بن اسماعیل، نامی به امیر شهید۳۰۱-۲۹۵ه‍.ق)
- نصر بن احمد، نامی به امیر سعید (۳۳۱–۳۰۱ ه‍.ق)
- نوح بن نصر، نامی به امیر حمید (۳۴۳–۳۳۱ ه‍.ق)
- عبدالملک بن نوح (یکم)، نامی به امیر رشید (۳۵۰–۳۴۳ ه‍.ق)
- منصور بن نوح (یکم)، نامی به امیر سدید (۳۶۵–۳۵۰ ه‍.ق)
- نوح بن منصور، نامی به امیر رضی (۳۸۷–۳۶۵ ه‍.ق)
- منصور بن نوح (دوم) (۳۸۹–۳۸۷ ه‍.ق)
- عبدالملک بن نوح (دوم) (۳۸۹–۳۸۹ ه‍.ق)
- منتصر سامانی (۳۹۵–۳۸۹ ه‍.ق)

### زیاریان
- مرداویج زیاری
- وشمگیر
- بیستون پسر وشمگیر
- قابوس پسر وشمگیر
- منوچهر پسر قابوس
- انوشیروان پسر منوچهر

### بوییان
| لقب                     | کنیه       | نام            | نگاره | لقب | زادروز- مرگ | آغاز شاهی | پایان شاهی | خویشاوندی                          | یادداشت |
| ----------------------- | ---------- | -------------- | ----- | --- | ----------- | --------- | ---------- | ---------------------------------- | ------- |
| آل بویهٔ فارس (۹۳۳–۱۰۶۲) |            |                |       |     |             |           |            |                                    |         |
| عمادالدوله              | ابوالحسن   | علی            |       |     | ۸۹۱–۹۴۹     | ۹۳۴       | ۹۴۹        | پسر بویه                           |         |
| عضدالدوله               | ابوشجاع    | پناه‌خسرو       |       |     | ۹۳۶–۹۸۳     | ۹۴۹       | ۹۸۳        | پسر رکن‌الدوله برادرزاده عمادالدوله |         |
| شرف‌الدوله               | ابوالفوارس | شیرذیل (شیردل) |       |     | ۹۶۲–۹۸۹     | ۹۸۳       | ۹۸۹        | پسر عضدالدوله                      |         |
| صمصام‌الدوله             | ابوکالیجار | مرزبان         |       |     | ۹۶۴–۹۹۸     | ۹۸۹       | ۹۹۸        | پسر عضدالدوله                      |         |
| بهاءالدوله              | ابونصر     | پیروزخوارشاذ   |       |     | ۹۷۱–۱۰۱۲    | ۹۹۸       | ۱۰۱۲       | پسر عضدالدوله                      |         |
| سلطان‌الدوله             | ابوشجاع    | پناه‌خسرو       |       |     | ۹۹۲–۱۰۲۴    | ۱۰۱۲      | ۱۰۲۴       | پسر بهاءالدوله                     |         |
| عمادالدوله              | ابوکالیجار | مرزبان         |       |     | ۱۰۱۱–۱۰۴۸   | ۱۰۲۴      | ۱۰۴۸       | پسر سلطان‌الدوله                    |         |
| —                       | ابومنصور   | پولادستون      |       |     | ۱۰۶۲-؟      | ۱۰۴۸      | ۱۰۶۲       | پسر عمادالدوله ابوکالیجار مرزبان   |         |

| لقب                   | کنیه     | نام  | نگاره | لقب | زادروز- مرگ | آغاز شاهی | پایان شاهی | خویشاوندی     | یادداشت |
| --------------------- | -------- | ---- | ----- | --- | ----------- | --------- | ---------- | ------------- | ------- |
| آل بویهٔ ری (۹۴۳–۱۰۲۹) |          |      |       |     |             |           |            |               |         |
| رکن‌الدوله             | ابوعلی   | حسن  |       |     | ۸۹۸–۹۷۶     | ۹۳۵       | ۹۷۶        | پسر بویه      |         |
| فخرالدوله             | ابوالحسن | علی  |       |     | ۹۵۲–۹۹۷     | ۹۷۶       | ۹۸۰        | پسر رکن‌الدوله |         |
| مؤیدالدوله            | ابومنصور | بویه |       |     | ۹۴۱–۹۸۳     | ۹۷۷       | ۹۸۳        | پسر رکن‌الدوله |         |
| فخرالدوله (بار دوم)   | ابوالحسن | علی  |       |     | ۹۵۲–۹۹۷     | ۹۸۴       | ۹۹۷        | پسر رکن‌الدوله |         |
| مجدالدوله             | ابوطالب  | رستم |       |     | ۹۹۳–۱۰۲۹    | ۹۹۷       | ۱۰۲۹       | پسر فخرالدوله |         |

| لقب                      | کنیه     | نام     | نگاره | لقب | زادروز- مرگ | آغاز شاهی | پایان شاهی | خویشاوندی     | یادداشت |
| ------------------------ | -------- | ------- | ----- | --- | ----------- | --------- | ---------- | ------------- | ------- |
| آل بویهٔ همدان (۹۷۶–۱۰۲۴) |          |         |       |     |             |           |            |               |         |
| مؤیدالدوله               | ابومنصور | بویه    |       |     | ۹۴۱–۹۸۳     | ۹۷۶       | ۹۸۳        | پسر رکن‌الدوله |         |
| فخرالدوله                | ابوالحسن | علی     |       |     | ۹۵۲–۹۹۷     | ۹۸۴       | ۹۹۷        | پسر رکن‌الدوله |         |
| شمس‌الدوله                | ابوطاهر  | شاه‌خسرو |       |     | ۱۰۲۱-؟      | ۹۹۷       | ۱۰۲۱       | پسر فخرالدوله |         |
| سماءالدوله               | ابوالحسن | ؟ علی   |       |     | ۱۰۲۳-؟      | ۱۰۲۱      | ۱۰۲۳       | پسر شمس‌الدوله |         |

| لقب                     | کنیه       | نام            | نگاره | لقب | زادروز- مرگ | آغاز شاهی | پایان شاهی | خویشاوندی                        | یادداشت |
| ----------------------- | ---------- | -------------- | ----- | --- | ----------- | --------- | ---------- | -------------------------------- | ------- |
| آل بویه عراق (۹۴۵–۱۰۵۵) |            |                |       |     |             |           |            |                                  |         |
| معزالدوله               | ابوالحسن   | احمد           |       |     | ۹۱۵–۹۶۷     | ۹۴۵       | ۹۶۷        | پسر بویه                         |         |
| عزالدوله                | ابومنصور   | بختیار         |       |     | ۹۴۳–۹۷۹     | ۹۶۷       | ۹۷۸        | پسر معزالدوله                    |         |
| عضدالدوله               | ابوشجاع    | پناه‌خسرو       |       |     | ۹۳۷–۹۸۳     | ۹۷۸       | ۹۸۳        | پسر رکن‌الدوله                    |         |
| صمصام‌الدوله             | ابوکالیجار | مرزبان         |       |     | ۹۶۴–۹۹۸     | ۹۸۳       | ۹۸۷        | پسر عضدالدوله                    |         |
| شرف‌الدوله               | ابوالفوارس | شیرذیل (شیردل) |       |     | ۹۶۲–۹۸۹     | ۹۸۷       | ۹۸۹        | پسر عضدالدوله                    |         |
| بهاءالدوله              | ابونصر     | پیروزخوارشاذ   |       |     | ۹۷۰–۱۰۱۲    | ۹۸۹       | ۱۰۱۲       | پسر عضدالدوله                    |         |
| سلطان‌الدوله             | ابوشجاع    | پناه‌خسرو       |       |     | ۹۹۲–۱۰۲۴    | ۱۰۱۲      | ۱۰۲۱       | پسر بهاءالدوله                   |         |
| مشرف‌الدوله              | ابوعلی     | حسن            |       |     | ۱۰۰۲–۱۰۲۵   | ۱۰۲۱      | ۱۰۲۵       | پسر بهاءالدوله                   |         |
| جلال‌الدوله              | ابوطاهر    | پیروزخسرو      |       |     | ۹۹۴–۱۰۴۳    | ۱۰۲۷      | ۱۰۴۴       | پسر بهاءالدوله                   |         |
| عمادالدوله              | ابوکالیجار | مرزبان         |       |     | ۱۰۱۱–۱۰۴۸   | ۱۰۴۴      | ۱۰۴۸       | پسر سلطان‌الدوله                  |         |
| مَلِکِ رحیم                | ابونصر     | خسروپیروز      |       |     | ۱۰۵۸-؟      | ۱۰۴۸      | ۱۰۵۵       | پسر عمادالدوله ابوکالیجار مرزبان |         |

### غزنویان
- ناصرالدین سبکتکین
- اسماعیل پسر سبکتکین
- سلطان محمود غزنوی (محمود بن سبکتکین)
- محمد پسر محمود
- سلطان مسعود غزنوی (مسعود بن محمود)
- مودود پسر مسعود
- مسعود دوم پسر مودود
- علی پسر مسعود
- عبدالرشید پسر محمود
- طغرل غاصب
- فرخزاد پسر مسعود
- ابراهیم پسر مسعود
- مسعود سوم پسر ابراهیم
- شیرزاد پسر مسعود
- ارسلانشاه پسر مسعود
- بهرامشاه پسر مسعود
- خسروشاه پسر بهرامشاه
- خسرو ملک پسر خسروشاه

### بنی عیاران
- ابوالفتح محمد بن عناز (۴۰۱–۳۸۱ ق)(۹۹۱–۱۰۱۱ م)
- ابوالشوک حسام الدولة فارس بن محمد (۴۰۱–۴۳۷ ق) (۱۰۱۱–۱۰۴۶ م) حلون
- مهلهل بن محمد (۴۳۷–۴۴۴ ق)(۱۰۱۱–۱۰۴۶ م) شهرزور
- سرخاب بن محمد (۱۰۱۱–۱۰۴۶ ۱۰۵۵) بندانجین
- مهلهل بن محمد (۱۰۴۶–۹۴۹)
- سعدی بن فارس؟ ۱۰۴۶ ۱۰۵۵ یا سعدة؟
- سرخاب بن بدر بن مهلهل (۱۰۵۵–۱۱۰۷) تاریخ تقریبی
- أبو منصور بن سرخاب ۱۱۰۷

### سلجوقیان کرمان
| سلطان         | آغاز سلطنت | پایان سلطنت | لقب                            | علت مرگ              | اقدامات مهم                                                        |
| قاورد         | ۴۴۰ ه‍.ق     | ۴۶۵ ه‍.ق      | قرا ارسلان                     | مسموم شدن یا خفه شدن | تشکیل حکومت، فتح سیستان، عمان، فارس و قفص و نبرد با سلاجقه         |
| کرمان‌شاه      | ۴۶۵ ه‍.ق     | ۴۶۶ ه‍.ق      | -                              | مرگ طبیعی            | -                                                                  |
| سلطان‌شاه      | ۴۶۶ ه‍.ق     | ۴۷۷ ه‍.ق      | رکن‌الدوله                      | استسقا               | صلح با ملکشاه بعد از درگیری‌های بین طرفین                           |
| توران‌شاه      | ۴۷۷ ه‍.ق     | ۴۹۰ ه‍.ق      | محیی‌الدین - عمادالدین و الدنیا | جراحت وارده در جنگ   | فتح فارس، سرکوب شورش عمان و ایستادگی در برابر ترکان‌خاتون           |
| ایران‌شاه      | ۴۹۰ ه‍.ق     | ۴۹۵ ه‍.ق      | بهاءالدین                      | قتل                  | ایستادگی در برابر سنجر                                             |
| ارسلان‌شاه     | ۴۹۵ ه‍.ق     | ۵۳۷ ه‍.ق      | محی‌الاسلام و المسلمین          | مرگ طبیعی            | رونق دادن به دین و مذهب، توجه به علم و هنر و بهبود روابط با سلاجقه |
| محمدشاه       | ۵۳۷ ه‍.ق     | ۵۵۱ ه‍.ق      | مغیث‌الدین و الدنیا             | مرگ طبیعی            | رونق دادن به علم و ایستادگی در برابر مسعود سلجوقی                  |
| طغرل‌شاه       | ۵۵۱ ه‍.ق     | ۵۶۳ ه‍.ق      | محی‌الدنیا و الدین              | مرگ طبیعی            | توجه به رعایا و گسترش تجارت                                        |
| بهرام‌شاه      | ۵۶۳ ه‍.ق     | ۵۷۰ ه‍.ق      | -                              | استسقا               | جنگ داخلی                                                          |
| ارسلان‌شاه دوم | ۵۷۰ ه‍.ق     | ۵۷۲ ه‍.ق      | -                              | جراحت وارده در جنگ   | جنگ داخلی                                                          |
| توران‌شاه دوم  | ۵۷۲ ه‍.ق     | ۵۷۹ ه‍.ق      | -                              | قتل                  | جنگ داخلی و سلطه غزان                                              |
| محمدشاه دوم   | ۵۷۹ ه‍.ق     | ۵۸۳ ه‍. ق     | -                              | مرگ طبیعی            | وی از غزان شکست خورد و گریخت و حکومت قاوردیان به پایان رسید.       |

### خوارزمشاهیان

#### فرمانداران مأمونی خوارزم
| نام عنوانی                                                                                   | نام شخصی                 | دوران (میلادی |
| -------------------------------------------------------------------------------------------- | ------------------------ | ------------- |
| امیر                                                                                         | ابوعلی مأمون بن محمد     | ۹۹۵–۹۹۷       |
| امیر                                                                                         | ابوالحسن علی بن مأمون    | ۹۹۷–۱۰۱۷      |
| امیر                                                                                         | ابوالعباس مأمون بن مأمون | ۱۰۸۹–۱۰۱۷     |
| امیر                                                                                         | ابوالحارث محمد بن علی    | ۱۰۸۹          |
| محمود بن سبک‌تگین آن را به قلمروی امپراتوری غزنوی افزود؛ او آلتون‌تاش را فرماندار خوارزم نمود. |                          |               |

- ردیف آبی نشان از تبعیت از امپراتوری سامانی می‌دهد.
- ردیف‌های سبز نشان از تبعیت از امپراتوری غزنوی می‌دهد.

#### فرمانداران آلتون‌تاشی خوارزم
| نام عنوانی                                                                                        | نام شخصی                   | دوران (میلادی) |
| ------------------------------------------------------------------------------------------------- | -------------------------- | -------------- |
| امیر                                                                                              | ابوسعید آلتون‌تاش           | ۱۰۱۷–۱۰۳۲      |
| امیر                                                                                              | هارون بن آلتون‌تاش          | ۱۰۳۲–۱۰۳۴      |
| امیر                                                                                              | اسماعیل خاندان بن آلتون‌تاش | ۱۰۳۴–۱۰۴۱      |
| مسعود غزنوی آن را دوباره به امپراتوری غزنوی ملحق کرد که فرمانده‌اش شاه ملک، یک ترک اغوز را فرستاد. |                            |                |

- ردیف سبز نشان از تبعیت از امپراتوری غزنوی می‌دهد.

#### فرماندار غیردودمانی
| نام عنوانی                                                  | نام شخصی       | دوران     | دوران   |
| نام عنوانی                                                  | نام شخصی       | میلادی    | قمری    |
| ----------------------------------------------------------- | -------------- | --------- | ------- |
| امیر ابوالفوارس                                             | شاه ملک بن علی | ۱۰۴۱–۱۰۴۲ | ۴۳۳–۴۳۴ |
| طغرل‌بیک و چغری‌بیک از امپراتوری سلجوقی، خوارزم را فتح کردند. |                |           |         |

- ردیف سبز نشان از تبعیت از امپراتوری غزنوی می‌دهد.

#### انوشتکین فرماندار
| عنوان | نام شخصی      | دوران     | دوران   |
| عنوان | نام شخصی      | میلادی    | قمری    |
| ----- | ------------- | --------- | ------- |
| شهنا  | انوشتکین غرچه | ۱۰۷۷–۱۰۹۷ | ۴۷۰–۴۹۱ |

- - ردیف بنفش نشان از تبعیت از امپراتوری سلجوقی می‌دهد.

#### فرماندار غیردودمانی
| عنوان | نام شخصی       | دوران  | دوران |
| عنوان | نام شخصی       | میلادی | قمری  |
| ----- | -------------- | ------ | ----- |
| شهنا  | اکینچی بن قچار | ۱۰۹۷   | ۴۹۱   |

- - ردیف بنفش نشان از تبعیت از امپراتوری سلجوقی می‌دهد.

#### پادشاهان انوشتکینی
| نام عنوانی | نام شخصی          | دوران     | دوران   |
| نام عنوانی | نام شخصی          | میلادی    | قمری    |
| --- | ----------------- | --------- | ------- |
| شاه قطب‌الدنیا والدین ابوالفتح | قطب‌الدین محمد     | ۱۰۹۷–۱۱۲۷ | ۴۹۱–۵۲۱ |
| شاه علاءالدنیا والدین ابوالمظفر | علاءالدین اتسز    | ۱۱۲۷–۱۱۵۶ | ۵۲۱–۵۵۱ |
| شاه تاج‌الدنیا والدین ابوالفتح | ایل‌ارسلان         | ۱۱۵۶–۱۱۷۲ | ۵۵۱–۵۶۸ |
| شاه علاءالدنیا والدین ابوالمظفر | علاءالدین تکش     | ۱۱۷۲–۱۲۰۰ | ۵۶۸–۵۹۶ |
| شاه جلاالدنیا والدین ابوالقاسم | محمود سلطان‌شاه    | ۱۱۷۲–۱۱۹۳ | ۵۶۹–۵۸۹ |
| شاه علاءالدنیا والدین ابوالفتح | علاءالدین محمد    | ۱۲۰۰–۱۲۲۰ | ۵۹۶–۶۱۷ |
| چنگیز خان حملهٔ چنگیز خان به خوارزم، علاءالدین محمد را وادار کرد که به همراه پسرش به جزیره‌ای در دریای کاسپین فرار کند. جایی که او در آنجا به‌علت پلورزی مُرد. |                   |           |         |
| جلال‌الدنیا والدین ابوالمظفر | جلال‌الدین منکبرنی | ۱۲۲۰–۱۲۳۱ | ۶۱۷–۶۲۸ |
| تأسیس حکومت ایلخانان مغولی |                   |           |         |

- ردیف بنفش نشان از تبعیت از امپراتوری سلجوقی می‌دهد.
  - ردیف صورتی نشان از تغییر تبعیت بین قراختای و امپراتوری سلجوقی می‌دهد.
    - ردیف‌های نارنجی نشان از تبعیت از قراختای می‌دهد.

### اتابکان یزد
| فرمانروا             | سال فرمانروایی |
| اتابک رکن‌الدین سام   | ۵۳۶–۵۸۶ قمری   |
| اتابک عزالدین لنگر   | ۵۸۶–۶۰۴ قمری   |
| اتابک وردان‌روز       | ۶۰۴–۶۱۵ قمری   |
| اتابک قطب‌الدین       | ۶۱۵–۶۲۶ قمری   |
| اتابک سلطان محمودشاه | ۶۲۴–۶۳۷ قمری   |
| اتابک سلغرشاه        | ۶۳۷–۶۴۷ قمری   |
| اتابک طغان‌شاه        | ۶۴۷–۶۷۰ قمری   |
| اتابک علاءالدوله     | ۶۷۰–۶۷۳ قمری   |
| اتابک یوسف‌شاه        | ۶۷۳–۶۹۰ قمری   |
| اتابک حاجی‌شاه        | ۶۹۰–۷۱۸ قمری   |

### هزاراسپیان
- ابوطاهر در حدود ۵۵۰ هجری قمری
- اتابک هزاراسپ بن ابی طاهر تا ۶۲۶.
- عمادالدین پهلوان بن هزاراسب از ۶۲۶ تا ۶۴۲.
- نصرةالدین کلجه پسر هزاراسب از ۶۴۲ تا ۶۴۹.
- تکله پسر هزاراسب از ۶۴۹ تا ۶۵۶.
- شمس الذین الب ارغو پسر هزار اسب از ۶۵۶ تا۶۷۲.
- یوسف شاه بن الب ارغو از ۶۷۲ تا ۶۸۸.
- افراسیاب بن یوسف شاه از ۶۸۸ تا ۶۹۵.
- نصرةالدین احمدبن یوسف شاه از ۶۹۵ تا ۷۳۰.
- یوسف شاه دوم بن نصرةالدین احمد از ۷۳۰ تا ۷۴۰.
- افراسیاب دوم بن نصرةالدین احمد از ۷۴۰.
- نورالوردبن سلیمان شاه بن اتابک احمد تا ۷۵۷.
- اتابک پشنگبن سلغرشاه بن اتابک احمد از۷۵۷ تا ۷۹۲.
- پیر احمدبن اتابک پشنگ از ۷۹۲ تا ۷۹۸.
- ابوسعیدبن پیر احمد تا ۸۲۰.
- شاه حسین بن ابی سعید از ۸۲۰ تا ۸۲۷.
- غیاث الدین، کاوس بن هوشنگ.

### قراختاییان کرمان
| فرمانروا                        | سال فرمانروایی |
| براق حاجب                       | (۶۱۹-۶۳۲)      |
| رکن الدین مبارک خواجه بن براق   | (۶۳۳-۶۴۸)      |
| قطب الدین محمد قراختایی         | (۶۴۸-۶۵۶)      |
| عصمه الدین قتلغ ترکان خاتون     | (۶۶۶-۶۸۱)      |
| سلطان حجاج                      | (۶۵۶-۶۶۶)      |
| سیورغتمش                        | (۶۸۱-۶۹۱)      |
| پادشاه خاتون                    | (۶۹۱-۶۹۴)      |
| مظفرالدین محمدشاه بن سلطان حجاج | (۶۹۴-۷۰۲)      |
| قطب الدین شاه جهان پسر سیورغتمش | (۷۰۲-۷۰۳)      |

### آل مظفر
- مبارزالدین محمد (۵۹–۷۱۸ / ۵۸–۱۳۱۸)
- شاه محمود (۷۶–۷۵۹ / ۷۴–۱۳۵۸)
- عمادالدین احمد (۹۵–۷۸۶ / ۹۳–۱۳۸۴)
- نصرةالدین شاه یحیی (۹۵–۷۶۴ / ۹۳–۱۳۶۳)
- شاه شجاع مظفری
- زین‌العابدین بن شاه شجاع(۸۹–۷۸۶ / ۸۷–۱۳۸۴)
- شاه منصور (۹۵–۷۹۰ / ۹۳–۱۳۸۸)

### سربداران
| ردیف | فرمانروایان                  | سالهای حکومت «ه» | نحوه به قدرت رسیدن       | نحوه مرگ               | مکان مرگ    |
| ---- | ---------------------------- | ---------------- | ------------------------ | ---------------------- | ----------- |
| ۱    | عبدالرزاق بن فضل‌الله باشتینی | ۷۳۸–۷۳۶ ق        | رهبری شورش               | مقتول                  | سبزوار      |
| ۲    | وجیه الدین مسعود بن فضل‌الله  | ۷۴۵–۷۳۸ ق        | بعد از قتل برادر         | مقتول                  | رستمدار     |
| ۳    | آی تیمور محمد                | ۷۴۸–۷۴۵ ق        | با انتخاب                | مقتول                  | سبزوار      |
| ۴    | کلو اسفندیار                 | ۷۴۸–۷۴۷ ق        | با پبشنهاد شمس الدین علی | مقتول                  | سبزوار      |
| ۵    | شمس الدین فضل‌الله            | ۷۴۸–۷۴۷ ق        | با انتخاب توسط لطف‌الله   | کناره‌گیری از حکومت     | -           |
| ۶    | شمس الدین علی                | ۷۵۲–۷۴۸ ق        | با پیشنهاد               | مقتول                  | سبزوار      |
| ۷    | یحیی کرابی                   | ۷۵۸–۷۵۳ ق        | با انتخاب                | مقتول                  | سبزوار      |
| ۸    | ظهیرالدین کرابی              | ۷۶۰–۷۵۹ ق        | با حمایت حیدر قصاب       | مخلوع                  | -           |
| ۹    | حیدر قصاب                    | ۷۶۱–۷۶۰ ق        | با برکناری کرابی         | مقتول                  | اسفراین     |
| ۱۰   | لطف‌الله                      | ۷۶۲–۷۶۱ ق        | با کمک دیگران            | مقتول                  | قلعه دستجرد |
| ۱۱   | حسن دامغانی                  | ۷۶۶–۷۶۲ ق        | با قتل لطف‌الله           | سربداران خود           | قلعه شغان   |
| ۱۲   | خواجه علی موید               | ۷۸۳–۷۶۶ ق        | با قتل دامغانی           | برکناری توسط تیمور لنگ | خرم‌آباد     |

### جلایریان
- شیخ حسن بزرگ (۷۳۶ق)
- شیخ اویس بهادرخان (۷۵۷ق)
- جلال‌الدین حسین‌خان (۷۷۶ق)
- غیاث‌الدین سلطان احمد بهادر (۷۸۳ق)
- شاه محمود (۸۱۴-۸۱۳ق)

### کیاییان
- سید امیر کیای مَلاطی، بنیان‌گذار حکومت خاندان کیاییان در گیلان. حکومت از (۷۶۳–۷۷۶) ق.
- سید رضی کیا حکومت از (۷۲۹–۷۹۹) ق.
- کارکیا سید محمد اول حکومت از (۸۲۹–۸۳۷) ق.
- کارکیا ناصر کیا حکومت از (۸۳۷–۸۵۱) ق.
- کارکیا سلطان محمد دوم حکومت از (: ۸۵۱–۸۸۳) ق.
- کارکیا میرزاعلی

### قراقویونلو
| فرمانروا           | سال فرمانروایی     |
| قرامحمد            | ۱۳۸۰-۱۳۸۹ (میلادی) |
| قرایوسف            | ۱۳۹۰-۱۴۲۰          |
| قرااسکندر          | ۱۴۲۰-۱۴۳۵          |
| جهانشاه (شاه جهان) | ۱۴۳۵-۱۴۶۷          |

### آق‌قویونلو
| شماره |            | نام شاه                  | تصویر | سلطنت                                                 | تاج‌گذاری                         | تولد                    | مرگ                       | توضیحات |
| ----- | ---------- | ------------------------ | ----- | ----------------------------------------------------- | -------------------------------- | ----------------------- | ------------------------- | --- |
| ۱     | قرا اسکندر | مظفرالدین جهان شاه       |       | ۱۴۳۸ – ۱۴۶۷ میلادی ۸۱۷–۸۴۶ خورشیدی                    | ۱۹ آوریل ۱۴۳۸ میلادی ۸۱۷ خورشیدی | ۱۴۰۵ میلادی ۷۹۴ خورشیدی | ۱۴۶۷ میلادی ۸۴۶ خورشیدی   | بعد از مرگ شاهرخ بر تمام ایران تا هرات مسلط شد اما بعداً در جنگ قدرت از اوزون حسن شکست خورد و کشته شد. |
| ۲     |            | ابوالنصر سلطان اوزون حسن |       | ۱۴۵۰ – ۶ ژانویه ۱۴۷۸ ۸۲۸ – ۱۷ دی ۸۵۶                  | ۱۴۵۰ میلادی ۸۲۹ خورشیدی          | ۱۴۲۳ میلادی ۸۰۱ خورشیدی | ۷ ژانویه ۱۴۷۸ ۱۷ دی ۸۵۶   | حکومت کوچک آق‌قویونلو را به یک پادشاهی بزرگ تبدیل کرد، او جهانشاه قراقویونلو را شکست داد و کشت سپس به نبرد با ابوسعید فرمانروای تیموری رفت و با کشتن وی بر سرتاسر ایران چیره شد و با نام شاهنشاه ایران تاج‌گذاری کرد. |
| ۳     |            | ابوالفتح سلطان خلیل      |       | ۷ ژانویه ۱۴۷۸ – ۱۵ ژوئن ۱۴۷۸ ۱۷ دی ۸۵۶ – ۲۵ خرداد ۸۵۷ | ۸ ژانویه ۱۶۷۸ ۱۸ دی ۸۵۷          | ۱۴۵۶ میلادی ۸۴۵ خورشیدی | ۱۵ ژوئن ۱۴۷۸ ۲۵ خرداد ۸۵۷ | توسط برادرش یعقوب بیگ برکنار و سپس کشته شد |
| ۴     |            | ابوالمظفر سلطان یعقوب    |       | ۱۵ ژوئن ۱۴۷۸ – ۲۴ دسامبر ۱۴۹۰ ۲۵ خرداد ۸۵۷ – ۳ دی ۸۶۹ | ۱۶ ژوئن ۱۴۷۸ ۲۶ خرداد ۸۵۷        | ۱۴۶۴ میلادی ۸۴۳ خورشیدی | ۲۴ دسامبر ۱۴۹۰ ۳ دی ۸۶۹   | وی با برکناری برادرش به سلطنت رسید، دوران سلطنت وی دوران تثبیت حکومت اق‌قویونلوها بود و سرانجان توسط همسرش مسموم و کشته شد.                                                                                          |
| ۵     |            | ابوالفتح سلطان بایسنقر   |       | ۲۴ دسامبر ۱۴۹۰ – ۵ ژوئن ۱۴۹۲ ۳ دی ۸۶۹ – ۱۶ خرداد ۸۷۱  | ۲۵ دسامبر ۱۴۹۰ ۴ دی ۸۶۹          | ۱۴۸۰ میلادی ۸۵۹ خورشیدی | ۵ ژوئن ۱۴۹۲ ۱۶ خرداد ۸۷۱  | توسط عموزاده‌اش رستم بیگ از سلطنت خلع و کشته شد. |
| ۶     |            | ابوالمظفر سلطان رستم     |       | ۵ ژوئن ۱۴۹۲ – ژوئیه ۱۴۹۷ ۱۶ خرداد ۸۷۱ – تیر ۸۷۶       | ۶ ژوئن ۱۴۹۲ ۱۷ خرداد ۸۷۱         | نامشخص                  | ژوئیه ۱۴۹۷ تیر ۸۷۶        | توسط عموزاده‌اش احمد بیگ کشته شد. دوران سلطنت وی دوران تثبیت بود. |
| ۷     |            | ابوالنصر سلطان احمد گوده |       | ژوئیه ۱۴۹۷ – ۱۳ دسامبر ۱۴۹۷ تیر ۸۷۶ – ۲۲ آذر ۸۷۶      | ژوئیه ۱۴۹۷ تیر ۸۷۶               | ۱۴۷۶ میلادی ۸۵۵ خورشیدی | ۱۳ دسامبر ۱۴۹۷ ۲۲ آذر ۸۷۶ | وی در جنگ با آیبه سلطان و فرمانروای فارس کشته شد |
| ۸     |            | ابوالمکرم سلطان محمد     |       | ۱۳ دسامبر ۱۴۹۷ – ۱۵۰۰ ۲۲ آذر ۸۷۶ – ۸۷۹                | ۱۵ دسامبر ۱۴۹۷ ۲۴ آذر ۸۷۶        | نامشخص                  | ۱۵۰۰                      | حکومت را با برادرش تقسیم کرد، درجنگ با سلطان مراد شکست خورد و کشته شد |
| ۹     |            | ابوالمظفر سلطان الوند    |       | ۱۴۹۸ – ۱۵۰۱ ۸۷۷ – ۸۸۰                                 | ۱۴۹۸ میلادی ۸۷۷ خورشیدی          | نامشخص                  | ۱۵۰۲                      | حکومت را برادرش و بعداً عموزاده‌اش تقسیم کرد، درجنگ با شاه اسماعیل شکست خورد و کشته شد |
| ۱۰    |            | ابوالمظفر سلطان مراد     |       | ۱۵۰۰ – ۲۰ ژوئن ۱۵۰۳ ۸۷۹ – ۲۹ خرداد ۸۸۲                | ۱۵۰۰ میلادی ۸۷۹ خورشیدی          | ۱۴۹۰ میلادی ۸۶۹ خورشیدی | ۱ ژانویه ۱۵۱۴ ۱۱ دی ۸۹۲   | وی حکومت را با عموزاده‌اش تقسیم کرد در سال ۱۵۰۳ از شاه اسماعیل شکست خورد و سرانجام در سال ۱۵۱۴ توسط درمیش شاملو کشته شد.                                                                                             |